# Нормандское вторжение в Ирландию
Нормандское вторжение в Ирландию (1169—1172) — экспедиции войск англо-нормандских феодалов, а затем английского короля Генриха II в Ирландию. Положили начало английской колонизации Ирландии.
Вторжение проходило в два этапа. Первый этап начался 1 мая 1169 года, когда войска нормандских рыцарей высадились около Банноу (графство Уэксфорд) по приглашению Дермота Макмурроу, свергнутого короля Лейнстера, надеявшегося на их поддержку в отвоевании своего королевства.
Второй этап начался 18 октября 1171 года, когда король Генрих II с большой армией высадился в Уотерфорде, приняв под своё командование ранее действовавшие в Ирландии нормандские силы. В ходе завоевания он взял Дублин и принял присягу ирландских королей и епископов в 1172 году, создав Лордство Ирландии, ставшее частью Анжуйской империи.

## Исторический фон
Папа Адриан IV, единственный папа-англичанин, в числе своих первых указов, издал в 1155 году буллу, дававшую Генриху полномочия на вторжение в Ирландию, которое должно было способствовать реформированию ирландской церкви и её подчинению папскому престолу. Эта булла, «Laudabiliter», фактически распространяла папский сюзеренитет не только на Ирландию, но и на все острова у берегов Европы, включая, таким образом, Англию в «Константинов Дар».
Обращения к «Laudabiliter» стали более частыми в поздний тюдоровский период, когда исследования учёных-гуманистов Возрождения поставили под сомнение историчность «Дара». Но даже если «Дар» был подложным, другие документы, такие как «Dictatus papae» (1075-87), свидетельствуют, что в XII веке папство чувствовало, что по своей политической мощи превосходит всех королей и местных правителей.
Папа Александр III, правивший во время вторжения в Ирландию, подтвердил действие «Laudabiliter» в своей «Привилегии» от 1172 года.

## Вторжение 1169 года
Потеряв защиту тиронского правителя Муйрхертаха Мак Лохлайнна, Верховного короля Ирландии, умершего в 1166 году, МакМурроу был изгнан конфедерацией ирландских сил во главе с новым Верховным королём Рори О’Коннором. МакМурроу отправился сначала в Бристоль, а затем в Нормандию. Там он попросил и получил от Генриха II Английского право на использование его подданных для возвращения своего королевства. Приняв от Дермота присягу на верность, Генрих вручил ему грамоту следующего содержания:
Генрих, король Англии, герцог Нормандии и граф Анжу, всех своих вассалов, англичан, нормандцев, валлийцев и шотландцев, а также всех остальных, находящихся под его владычеством, приветствует. Когда эти письма попадут в ваши руки, знайте, что мы приняли в лоно нашей милости и благоволения. Посему, всякий в наших обширных владениях должен быть готов оказать помощь в восстановлении этого князя как нашего вассала и подданного. Пусть таковой человек знает, что мы предоставляем ему наше право и милость для указанного предприятия.
К 1167 году Макмурроу заручился поддержкой Мориса Фиц-Джеральда, а затем уговорил Риса ап Грифида, правителя Дехейбарта, освободить из плена сводного брата Фиц-Джеральда, Роберта Фиц-Стефана, чтобы тот принял участие в экспедиции. Особенно большое значение имела поддержка Ричарда де Клера, графа Пембрука, по прозвищу Стронгбоу.
Первым нормандским рыцарем, появившимся в Ирландии, был Ричард Фитц-Годберт де Рош в 1167 году, но основная часть этого нормандско-валлийско-фламандского войска высадилась в 1169 году в Уэксфорде. В течение короткого времени Лейнстер был завоёван, Уотерфорд и Дублин перешли под контроль Дермота. Стронгбоу женился на дочери Дермота Ифе и был провозглашён наследником лейнстерской короны. Это обстоятельство обеспокоило Генриха II, который опасался создания конкурирующего нормандского государства в Ирландии. Поэтому он решил посетить Ирландию для утверждения там своей власти.

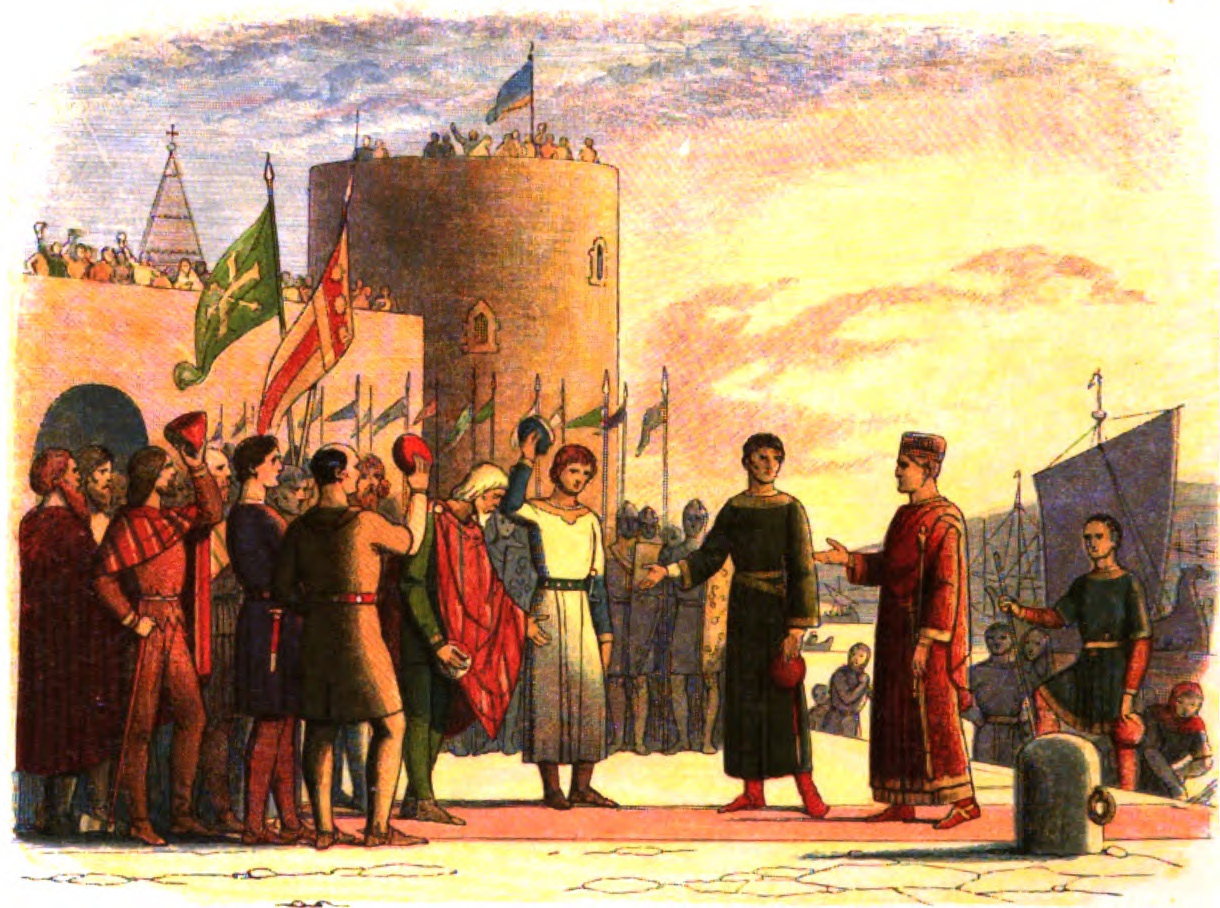
Генрих II в Уотерфорде. Английская Хроника

## Прибытие Генриха II в 1171 году
Генрих в 1158 году получил у папы Адриана IV — англичанина по происхождению — буллу на завоевание Ирландии. Предполагалось, что королём Ирландии станет младший брат Генриха, Вильгельм. Но Вильгельм скоро умер, и ирландский проект был отложен. Вновь актуальным он стал в 1166 году. Король Лейнстера Диармайд мак Мурхада был изгнан из своих владений верховным королём Ирландии Руайдри Уа Конхобайром. Диармайд приехал в Аквитанию, где просил помощи у Генриха II. Английский король, занятый континентальными делами, выдал Диармайду грамоту, по которой тот мог нанимать войска. Союзником короля Лейнстера оказался Ричард де Клэр, ставший зятем и наследником Диармайда.

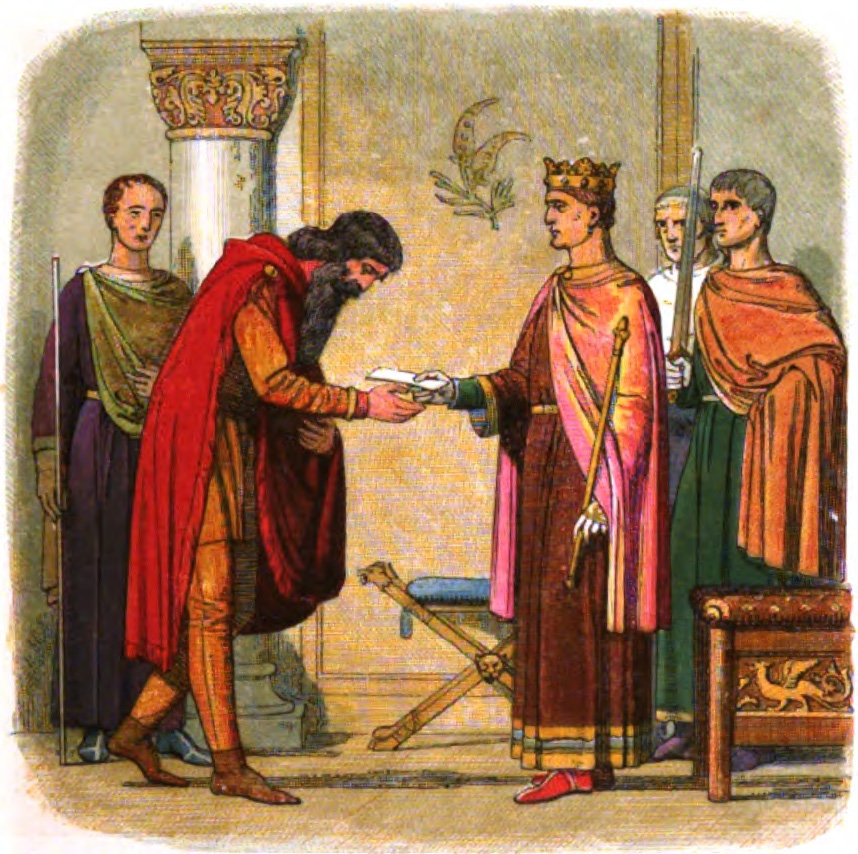
Генрих II даёт разрешение Диармайду мак Мурхаду сформировать силы, чтобы вернуть Ленстер

В 1167—1171 годы английские рыцари восстановили Диармайда и начали борьбу за власть над всем островом. Чрезмерное усиление вассалов вызвало обеспокоенность Генриха, который планировал реквизировать их английские владения. Ричард де Клэр предложил стать вассалом короля Генриха II в качестве лорда Лейстера.
Генрих прибыл во главе большого флота в Уотерфорд в 1171 году, став первым королём Англии, ступившим на ирландскую землю. И Уотерфорд, и Дублин были провозглашены королевскими городами. В ноябре Генрих принял присягу ирландских королей в Дублине. Он потребовал собраться всем риагам Ирландии, исполнили это повеление в основном вожди восточных территорий. Короли же западных ирландских земель, включая верховного короля Ирландии и королей Ольстера, власти Генриха не признали. Однако на стороне английского короля все же оказалось большинство. Они видели в этом возможность обуздать экспансию Лейнстера и норманнов. Подчинившиеся вожди принесли присягу Генриху в королевском дворце в Дублине.
В 1172 году Генрих собрал ирландских епископов на Кашелский собор и управлял ирландской церковью так же, как и английской. Преемник Адриана, папа Александр ІІІ, утвердил права Генриха на Ирландию: «… следуя по стопам покойного преподобного папы Адриана, а также в надежде увидеть плоды наших собственных искренних упований на этого вождя, ратифицируем и подтверждаем разрешение указанного папы, данное вам относительно владычества над Ирландским королевством.»
После этого он уехал в Англию для переговоров с папскими легатами, расследовавшими смерть Томаса Бекета в 1170 году, а затем во Францию для подавления мятежа сыновей в 1173—1174 годах. После его отъезда вспыхнуло восстание: ирландские вожди, так и не признавшие власти англичанина, подняли мятеж. Был захвачен Лимерик, осажден Дублин, заполыхал Уотерфорд. Генриху пришлось договариваться. Следующим его шагом в Ирландии стало подписание Виндзорского договора с Родериком О'Коннором (королём Коннахта) в 1175 году. По этому договору Родерик получал титул верховного короля над теми землями, которые были ему подвластны, подчинившиеся же отходили под руку английскому королю. Но и земли Родерика обязаны были платить дань англичанам и повиноваться им.
Спустя два года, когда уже не было в живых Дермота и Стронгбоу (умерли 1171 и 1176 годы соответственно), а Генрих возвратился в Англию, стало ясно, что договор не стоит бумаги, на которой он написан. Джон де Курси завоевал большую часть Восточного Ольстера в 1177 году и стал носить титул верховного короля Ирландии. Раймонд Фиц-Джеральд (он же Раймонд Ле Грос) к тому времени уже захватил Лимерик и большую часть королевства Томонд (Северный Манстер), а другие нормандские роды, такие как Прендергаст, Фиц-Стефен, Фиц-Джеральд, Фиц-Генри и Ле Поер урвали для себя небольшие королевства.
В 1185 году Генрих назначил правителем своих ирландских территорий своего младшего сына, 18-летнего Джона, с титулом Dominus Hiberniae (повелитель Ирландии), и планировал образовать из этих земель королевство для него. Когда Джон неожиданно сменил своего брата Ричарда на королевском престоле в 1199 году, лордство стало владением английской короны. Джон заключил де Курси в Тауэр, а в 1210 году совершил крупный набег на Ирландию, разгромив местные войска и укрепив королевскую власть на непокорном острове.